# Porsche Carrera Cup Great Britain 2008

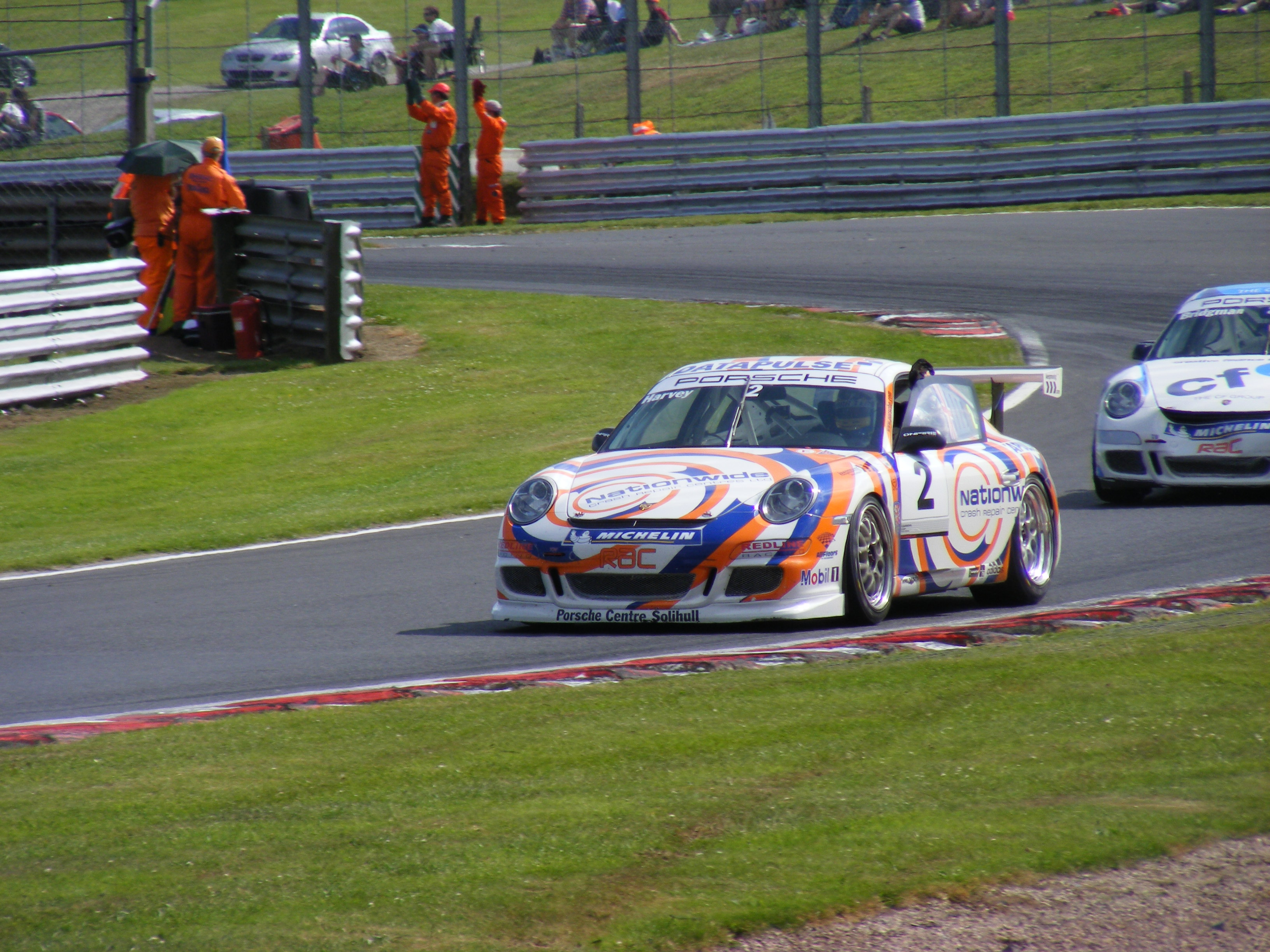
Tim Harvey vann förarmästerskapet.

Porsche Carrera Cup Great Britain 2008 var den sjätte säsongen av det brittiska Porsche Carrera Cup-mästerskapet, Porsche Carrera Cup Great Britain. Tim Harvey vann förarmästerskapet för Redline Racing.

## Tävlingskalender
| Bana                            | Segrare Race 1 | Segrare Race 2 |
| ------------------------------- | -------------- | -------------- |
| Brands Hatch                    | Michael Caine  | Michael Caine  |
| Rockingham Motor Speedway       | Tim Bridgman   | Tim Bridgman   |
| Donington Park                  | Tim Bridgman   | Tim Bridgman   |
| Thruxton Circuit                | Sam Hancock    | Sam Hancock    |
| Croft Circuit                   | Tim Bridgman   | Michael Caine  |
| Snetterton Motor Racing Circuit | Tim Harvey     | Tim Harvey     |
| Oulton Park                     | Michael Caine  | Michael Caine  |
| Knockhill Racing Circuit        | Tim Bridgman   | Sam Hancock    |
| Silverstone Circuit             | Tim Harvey     | Tim Harvey     |
| Brands Hatch                    | Tim Harvey     | Tim Bridgman   |

## Slutställning
| Pl. | Förare        | Poäng |
| --- | ------------- | ----- |
| 1   | Tim Harvey    | 340   |
| 2   | Michael Caine | 328   |
| 3   | Sam Hancock   | 282   |
| 4   | Tim Bridgman  | 273   |
| 5   | Phil Quaife   | 257   |
| 6   | Tony Gilham   | 173   |